# Libertad de culto en Irán
La libertad de religión o creencia en la enseñanza, la práctica, el culto y la observancia en la República Islámica de Irán (IRI) está marcada por la cultura, la religión principal y la política iraníes. La Constitución de la República Islámica de Irán establece que la religión oficial de Irán es el Islam chiita y la escuela el chiismo duodecimano, y también exige que se respete plenamente a otras escuelas islámicas y que sus seguidores sean libres de actuar de acuerdo con su propia jurisprudencia en la realización de sus ritos religiosos. La Constitución de Irán estipula que los zoroastrianos, los judíos y los cristianos son las únicas minorías religiosas reconocidas. La presencia continua de las comunidades preislámicas no musulmanas del país, como zoroastrianos, judíos y cristianos, había acostumbrado a la población a la participación de los no musulmanes en la sociedad.
Sin embargo, a pesar del reconocimiento oficial de tales minorías por parte del gobierno del IRI, las acciones del gobierno crean una «atmósfera amenazante para algunas minorías religiosas».  Según los informes, los grupos «atacados y perseguidos» por el IRI incluyen a los baháʼís, los sufíes, los musulmanes convertidos a otra religión (generalmente el cristianismo), y los musulmanes que «desafían la interpretación predominante del Islam». En 2020, la declaración anual de la Comisión de Libertad Religiosa Internacional (CICR) de Estados Unidos describió a la República Islámica como un país de especial preocupación en virtud del derecho internacional sobre libertad religiosa, y el Secretario de Estado de los Estados Unidos incluyó a la República Islámica entre los violadores más atroces de libertad religiosa.